# Sonja König
Sonja König (* 1972) ist eine deutsche Archäologin. Seit 2008 ist sie Leiterin des archäologischen Dienstes der Ostfriesischen Landschaft.

## Leben
Sonja König wuchs in der Umgebung von Hannover auf. Nach dem Abitur nahm sie ein Studium der Ur- und Frühgeschichte mit dem Schwerpunkt Mittelalter auf, das sie 1999 mit dem Magisterexamen abschloss. Anschließend promovierte sie 2006 bei Hans-Georg Stephan an der Universität Göttingen über die Funde aus der Stadtwüstung Nienover. Von 2003 bis 2005 arbeitete sie als wissenschaftliche Mitarbeiterin im Stützpunkt Braunschweig des Niedersächsischen Landesamtes für Denkmalpflege. Ab November 2005 war sie wissenschaftliche Assistentin am Institut für Kunstgeschichte und Archäologien Europas, Seminar für Archäologie des Mittelalters und der Neuzeit der Universität Halle. 2008 wechselte sie nach Aurich, wo sie im Dezember die Leitung des Archäologischen Dienstes der Ostfriesischen Landschaft übernahm und damit die Nachfolge Rolf Bärenfängers antrat, der 2008 in das Amt des Landschaftsdirektors berufen wurde.

## Mitgliedschaften
- Archäologische Kommission für Niedersachsen
- Konstanzer Arbeitskreis zur Erforschung des mittelalterlichen Handwerks

## Publikationen (Auswahl)
- Pfeifen aus Ostfriesland - Pfeifen für Ostfriesland. In: Jan F. Kegler (Red.): Ostfriesland | Niedersachsenweit Festschrift für Rolf Bärenfänger. Hrsg.: Ostfriesische Landschaftliche Verlags- und Vertriebsgesellschaft (= Abhandlungen und Vorträge zur Geschichte Ostfrieslands. Band 87). 1. Auflage. Ostfriesische Landschaft, Aurich 2020, ISBN 978-3-940601-62-9. S. 157–164
- Von der Tafel in den Brunnen: Ein Holzgefäßensemble des frühen Mittelalters aus Brinkum. In: Archäologie in Niedersachsen. Bd. 24 (2021)
- mit Stefan Hesse, Tobias Gärtner (Hrsg.): Von der Weser in die Welt: Festschrift für Hans-Georg Stephan zum 65. Geburtstag. Langenweißbach 2015, ISBN 3-95741-035-5
- Tod und Herrlichkeit: die Gruft der Herrlichkeit Dornum in der St. Bartholomäuskirche = Dood en heerschap: de grafkelder van de heerlijkheid Dornum in de St. Bartholomeuskerk. Aurich 2015. ISBN 3-940601-20-9
- Die Stadtwüstung Nienover im Solling: Studien zur Sachkultur einer hochmittelalterlichen Gründungsstadt im südlichen Niedersachsen. Rahden, Westfalen 2009. ISBN 3-89646-972-X
- ... lütken Freden wisk.... Die mittelalterliche Siedlung Klein Freden bei Salzgitter vom 9.-13. Jahrhundert: Siedlung - Fronhof - Pferdehaltung. Rahden, Westfalen 2007. ISBN 3-89646-969-X
- Da Gott wollte, dass die Menschen allerlei Zerstreuung hätten, ... Spiel und Spielzeug des 13. Jahrhunderts aus Hann. Münden. In: Andrea Bulla: Im Schatten von Kirche und Rathaus (=Sydekum-Schriften zur Geschichte der Stadt Münden 31). Hannoversch Münden 2000, S. 68–78.